# Веттій Агорій Претекстат
Веттій Агорій Претекстат (лат. Vettius Agorius Praetextatus; 315 — 384) — державний діяч, науковець пізньої Римської імперії.

## Життєпис
Походив з патриціанського роду. Син сенатора Веттія Руфіна, консула 323 року, та Агорії. Отримав гарну освіту, належав до найосвіченіших людей свого часу. Свою кар'єру розпочав як квестор. Протягом 340—350-х років послідовно обіймав посади куратора Етрурії та Умбрії та проконсула Лузітанії. Водночас став понтифіком Вести та Сола, авгуром і тавроболієм, жерцем (куріалом) Геркулеса, квіндецемвіром (одним із хранителів) Сивілиних книг.
У 362—364 роках, як проконсул керував провінцією Ахайя. На його прохання імператором були дозволені у провінції нічні поганські жертвоприношення, незважаючи на підтримку Валентиніаном I християнства. Тоді ж входив до жрецьких колегій Елевсінських містерій та Лібера.
У 367 році імператор Валентиніан I призначив Агорія префектом Риму. Під час своєї каденції вигнав антипапу Урсіна, повернувши папу Дамасія I. У 384 році став преторіанським префектом Італії, Іллірика та Африки. Домігся від Валентініана II едикту, який оголошував злочином руйнування поганських храмів і надавав право розслідувати ці злочини префекту Риму, повернути речі вкрадені з поганських храмів. Останнє Претекстат домовився доручити своєму другові Квінту Аврелію Симмаху.
Претекстат мав два великих будинки у Римі: один на Есквиліні (його великі сади сягали теперішнього району залізничного вокзалу Терміні), другий — на Авентинському пагорбі. Також йому належала величезна вілла поблизу сучасної Флоренції (Етрурія).
384 року його призначено консулом на 385 рік, але помер не вступивши на посаду.

## Творчість
Агорій був знаним філологом та лінгвістом, робив багато латинських перекладів грецьких письменників та вчених, зокрема «Аналітику» Аристотеля. Власні твори Веттія Агорія не збереглися до тепер, про його погляди і біографії відомо з листів Сіммаха, праць Марцелліна, «Сатурналій» Макробія, деяких свідчень Боеція, двох анонімних текстів «Carmen adversus Flavianum» і «Carmen ad Senatorem», а також присвячених віршів його дружини Фабії Пауліни на надгробку Претекстата.